# Ngozi Monu
Ngozi Rosalin Monu (sinh ngày 7 tháng 1 năm 1981 tại Lagos, Nigeria)  là một vận động viên bơi lội người Nigeria. Monu là nữ vận động viên bơi lội sung mãn nhất từ Nigeria. Cô tập trung vào sự kiện tự do 50m & 100m. Cô từng tham gia Thế vận hội Mùa hè 2000 và Thế vận hội Mùa hè 2008. Uche Monu, em gái của cô, cũng là một vận động viên bơi lội đại diện cho Nigeria trong các sự kiện Backstroke và tự do.

## Thế vận hội Olympic mùa hè 2000
Monu thi đấu tại Thế vận hội Mùa hè 2000 khi 19 tuổi; đó là trò chơi olympic đầu tiên của cô. Cô được vào trong tự do 50 mét của phụ nữ. Cô đã giành được sức nóng của mình với thời gian 28,20, nhưng nó không đủ để tiến lên. Cô được xếp hạng thứ 57 trong tổng số 92 người bơi.

## Giải vô địch thể thao dưới nước thế giới 2007
Tại Giải vô địch thể thao dưới nước thế giới ở Melbourne, Úc, Monu đã tham gia 50m với thời gian 28,89 xếp thứ 83, 100m tự do với thời gian 1,01,88 xếp thứ 84. Và cũng đã neo đội Nigeria trong 400m tự do và rơle hỗn hợp.

## Thế vận hội Olympic mùa hè 2008
Tại Bắc Kinh, Monu đại diện Nigeria lần thứ hai tham gia cùng một sự kiện. Cô đã hoàn thành thứ 6 trong lượt của mình với thời gian 27,39 giây, không thể tiến lên giai đoạn tiếp theo. Tuy nhiên, đây là một trong những lần nhanh nhất của một phụ nữ Nigeria trong sự kiện này.